# Norma množství
Norma množství, je někdy označována jako norma výkonu, udává, jaké množství (kolik ks, kg, m apod.) má zpracovat (vyrobit, přepravit apod.) jeden pracovník na jednotku pracovního času, zpravidla za hodinu nebo pracovní směnu. Norma množství je převrácenou hodnotou normy času. Norma času je výchozí normou a norma množství je normou z ní odvozenou.